# Gran Premi Mazda Schelkens
El Gran Premi Mazda Schelkens és una cursa femenina de ciclisme d'un dia que es celebra a Bèlgica des de l'any 2022. Està integrada dins el calendari femení de l'UCI com a cursa 1.2 a partir del 2024, anterior categoria 1.1.
Es disputa anualment pels voltants de Borsbeek. La primera vencedora fou la neerlandesa Danique Braam.

## Palmarès
| Any  | Vencedor        | Segon          | Tercer            |
| ---- | --------------- | -------------- | ----------------- |
| 2022 | Danique Braam   | Marith Vanhove | Marthe Truyen     |
| 2023 | Dina Scavone    | Marthe Truyen  | Katrijn De Clercq |
| 2024 | Martina Fidanza | Daria Pikulik  | Sara Fiorin       |
| 2025 |                 |                |                   |